# Joseph Zemp
Joseph Zemp, född den 2 september 1834 i Entlebuch, kantonen Luzern, död den 8 december 1908 i Bern, var en schweizisk politiker.
Zemp blev 1859 juris doktor i Heidelberg och var därefter advokat, först i sin födelseby, sedan i Luzern. Han blev 1863 ledamot av kantonen Luzerns stora råd, 1871 av schweiziska ständerrådet och var som ledamot av nationalrådet 1873–1876 och 1881–1891 inflytelserik ledare av det ultramontana konservativ-demokratiska partiet. Som dess representant tillhörde han december 1891–juni 1908 förbundsrådet och genomförde 1897 som chef för järnvägsdepartementet de schweiziska järnvägarnas förstatligande. Åren 1895 och 1902 var Zemp förbundspresident.